# Burg Wainsel
Die Burg Wainsel (lettisch Vainiži piiskopilinnus) ist eine nahezu vollständig abgegangene Bischofsburg des Erzbistums Riga, errichtet in einer Flussschleife der Brasle (lettisch Brasla) in dem livländischen Dorf Vainiži im lettischen Bezirk Limbaži.
Die mittelalterliche Burg darf nicht mit dem erst im 18. Jahrhundert errichteten Herrenhaus Wainsel verwechselt werden, das auf einem kleinen Hügel etwa 400 m nordöstlich errichtet wurde.

## Geschichte
Nach Angaben des Historikers Johann G. Arndt (1753) wurde Burg Wainsel 1349 errichtet, jedoch ist dies nicht urkundlich belegt. Erstmalig schriftlich erwähnt wird die Burg 1359 als castrum Waynselle in einem Beschwerdebrief des Erzbischofs Fromhold an den Papst, nachdem der Livländische Orden mehrere bedeutende erzbischöfliche Burgen und Güter besetzte, darunter auch Wainsel.
Burg Wainsel war als sogenannte Hilfsburg (zusammen mit Burg Nabben) der bedeutenderen Bischofsburg Lemsal untergeordnet. Sie diente hauptsächlich zur Lagerung von Getreide und Nahrungsmitteln, allerdings waren auch Unterkünfte vorhanden. Trotzdem wurde die Burg immer wieder von den Erzbischöfen besucht, was mehrere Dokumente aus dem 15. Jahrhundert belegen. Etwa 500 m nordwestlich der Burg wurde eine Mühle errichtet.
Als 1479 der Dauerstreit zwischen dem Erzbischof und dem Livländischen Orden eskalierte, wurde Wainsel mit 13 weiteren Burgen vom Orden besetzt. In einer Burgenliste von 1555 wurde die Burg als zerstört aufgeführt.
Mit dem Fall des Livländischen Ordens 1561 ging Wainsel mit dem säkularisierten Herzogtum Livland in der Adelsrepublik Polen-Litauen auf. Letztmalig genannt wird die Burg 1601 mit der zugehörigen Mühle und einem Wirtshaus.
Nach der Eroberung Livlands übergab der schwedische König Gustav II. Adolf das Gebiet um Wainsel seinem General Gustaf Horn, der um 1650 einen Lageplan der Burganlage erstellen ließ. Hierin sind zwei Burgflügel (offenbar wiedererrichtet) sichtbar, die Burgmauer schien nicht mehr zu existieren. Nach Horn gelangte Hermann von Brevern in den Besitz der Burg.

## Beschreibung
Burg Wainsel wurde auf einem flachen Hügel errichtet, umgeben von der etwa 100 m entfernten, mäandrierenden Brasle im Norden und Osten und einem, vermutlich bereits im Mittelalter aufgestauten, großen Teich im Südwesten. 
Die Burg besaß einen rechteckigen Grundriss mit den Abmessungen 87 × 56 m und war von einer ca. 1,5 m starken Burgmauer aus Feldstein-Mauerwerk umringt. Sie gehörte zu den Lagerkastellen, einem für erzbischöfliche Burgen in Livland charakteristischen Burgentyp, dessen wichtigste Aufgaben die Lagerung und der Schutz des Kirchenzehnten war. Diese Lagergebäude waren meist einfache Holzschuppen oder zum Teil in den Boden gebaute Erdkeller, von denen heute allerdings keine Überreste mehr erkennbar sind. An der nördlichen Burgmauer befand sich ein steinernes Unterkunftsgebäude mit Keller.
Die Burganlage war von einem etwa 20 m breiten und bis zu 5 m tiefen Wassergraben umgeben, der über einen Kanal mit dem Teich im Westen verbunden war. An der Westseite war der Graben relativ flach, sodass an dieser Stelle ein weiterer Wall errichtet wurde. Der Zugang erfolgte über eine Brücke im Nordwesten. 
Die Burg verfiel im Laufe der Jahre beträchtlich; wahrscheinlich wurde sie auch als Quelle günstigen Baumaterials für die umliegenden Gebäude verwendet. Heute sind auf dem stark bewachsenen Burghügel fast keine nennenswerten Überreste mehr vorhanden. Eine Ausnahme bilden einzelne Mauerreste mit niedriger Höhe (max. 0,5 m).